# 王牌大騙子
《王牌大騙子》是一部1997年美國奇幻喜劇片，由湯姆·薛迪艾克執導，保羅·瓜伊與史蒂芬·馬祖爾編劇，占·基利領銜主演，毛拉·蒂尔尼、珍妮佛·提莉、斯伍茜·库尔茨與阿曼达·多诺霍等人演出配角。本片講述事業有成的事務所律師費奇（基利飾演）平時能言善辯、顛倒是非，卻因為兒子生日許願的關係，而有一整天的時間無法說謊，這讓他在生活中和打官司時面臨前所未有的麻煩。
兩位編劇在1990年時有了本片的靈感，但是片商不感興趣，數年後才獲得Imagine Entertainment創辦人白賴仁·基沙的投資。導演薛迪艾克繼《神探飞机头》後再次和基利合作，電影於1996年7月至10月間拍攝，主要在加州取景。本片耗資6500萬美元製作，而基利的片酬就佔了2000萬美元之多。
本片於1997年3月21日在美國上映，环球影业負責發行。本片獲得口碑和票房的雙重成功，在美國國內斬獲1.81億美元，排名年度第四，全球票房則超過3億美元，排名年度第七。基利以本片入圍金球獎最佳音樂及喜劇類電影男主角，並拿下MTV影視大獎最佳喜劇演出。

## 劇情
在洛杉磯，李費奇是一名成功的事務所律師，他在工作場合舌燦蓮花，把假話說得像真話一般。但他的婚姻並不美滿，妻子奧卓莉與他離婚後獨自扶養兒子麥斯，費奇偶爾會去探望他們。費奇與兒子感情深厚，常用手扮演「魔爪」（The Claw）玩得不亦樂乎，但因為以工作為先，屢次無法遵守與麥斯共度時光的約定。奧卓莉的新男友傑瑞即將搬家到西雅圖，他向奧卓莉求婚，奧卓莉不希望麥斯與費奇分開而暫未答覆。麥斯的五歲生日當天，女上司瑪蘭達半強迫費奇與她共度春宵，導致他缺席晚上的生日派對。又被辜負的麥斯備感沮喪，於是許願希望父親能一天不說謊。
麥斯許下的願望成真，費奇一早起來後發現自己只能說出真心話，即使用紙筆也寫不出謊言，至少要到當天晚上（麥斯許願算起24小時）才能解除。費奇的老秘書葛妲認清他的真面目，一氣之下辭職。費奇正在為顯然是拜金女的莎曼珊打離婚官司，其丈夫理察是富商並育有兩個小孩，兩人離婚的原因是莎曼珊有外遇，而婚前協議書表明若女方外遇則不可分財產。理察希望能分出一部分財產（240萬美元）並達成和解，但莎曼珊之前被費奇煽動後自認是受害者，因而想要爭取多達一半的財產。費奇原本打算編織謊話來說服法官，但如今他只能盡可能拖延中午的開庭。另一方面，奧卓莉不滿費奇缺席兒子的生日派對，於是將傑瑞求婚的事情告訴他，費奇承諾下午一定會去找她談。
費奇在廁所裡痛打自己，但還是無法說出任何一句謊言。開庭後，費奇因為不能說謊而鬧出許多荒唐的言行，也未能促使法官做出對女方有利的判決。費奇仔細檢視相關檔案以做最後掙扎，發現莎曼珊謊報年齡，實際上小了一歲，這麼一來雙方結婚時莎曼珊比法定成人年龄還小一歲，若無法定代理人同意則不得簽屬婚前協議書。鑒於婚前協議書宣告無效，法官按照法律，判決莎曼珊可得一半財產（1100萬美元），旁觀眾人為費奇的精采表現熱烈喝采。
莎曼珊與理察原已同意共同撫養子女，但是前者現在打算進一步獨佔子女撫養權，以獲得每個月1萬美元的撫養費，因此後續還要再開庭。莎曼珊將孩子一併帶來法庭，理察試著與孩子擁抱，但被莎曼珊強行分開。費奇見到理察的落寞模樣後發覺自己鑄成大錯，在法官面前大喊判決無效，結果因藐視法庭而當場被捕。葛妲得知後認定費奇已改過自新，於是將他保釋出來，但奧卓莉逾時不候，已經與麥斯和傑瑞一起去搭前往西雅圖的飛機。
費奇以最快的速度趕到機場，但飛機已經在跑道上滑行。他偷了一台搭載登機梯的車子，在奧卓莉的座位窗外拚命招呼。隨後他將車子開到飛機面前，讓飛機被迫停下，但費奇因為車子翻覆而摔進一堆行李中。費奇被擔架抬出時，他向麥斯保證會花更多時間陪他，到這時麥斯的願望已經解除，但費奇坦言說真話的感覺更好。一年後，奧卓莉與費奇一起為麥斯慶祝生日，一家人和樂融融。

## 角色
- 占·基利飾演李費奇（Fletcher Reede）：知名律師。
- 毛拉·蒂尔尼（英语：Maura Tierney）飾演李奧卓莉（Audrey Reede）：費奇的前妻。
- 賈斯汀·庫柏（英语：Justin Cooper (actor)）飾演麥斯（Max）：費奇與奧卓莉的兒子，現由奧卓莉撫養。
- 卡利·艾域士飾演傑利（Jerry）：奧卓莉的新男友，想和奧卓莉結婚。
- 安妮·哈尼（英语：Anne Haney）飾演葛妲（Greta）：費奇的老秘書。
- 珍妮佛·提莉飾演柯莎曼珊（Samantha Cole）：打離婚官司的女子。
- 阿曼达·多诺霍（英语：Amanda Donohoe）飾演瑪蘭達（Miranda）：費奇的女上司。
- 杰森·伯纳德（英语：Jason Bernard）[註 1]飾演史馬歇法官（Judge Marshall Stevens）：負責離婚官司的法官。
- 斯伍茜·库尔茨飾演黛娜（Dana）：費奇在離婚官司的對手律師
- 米契爾·萊恩（英语：Mitchell Ryan）飾演艾先生（Mr. Allan）：律師事務所的領頭。
- 奇普·梅耶（英语：Christopher Mayer (American actor)）飾演傅肯尼（Kenneth Falk）：莎曼珊的外遇對象之一，在離婚官司上出庭作證。
- 艾瑞克·皮爾波因特（英语：Eric Pierpoint）飾演柯理察（Richard Cole）：莎曼珊的丈夫，很富有。
- 雪莉·歐特麗飾演珍（Jane）：費奇的同事，髮型怪異。
- S·W·費雪（S W Fisher）飾演彼特（Pete）：費奇的同事，身形肥胖。
- 班·萊蒙（英语：Ben Lemon）飾演蘭迪（Randy）：費奇的同事，費奇總是記不住他的名字。
- 賈拉德·保羅（英语：Jarrad Paul）飾演長痘子的男孩（Zit Boy）：費奇的同事。

此外，拳擊手藍道·「德州佬」·柯布與法界人士克里斯多福·達登客串飾演在法院樓梯和費奇打招呼的人。克丽丝塔·艾伦飾演電梯裡的女士，被無法說謊的費奇出言騷擾。玛丽安妮·穆勒雷尔飾演貝瑞老師（Ms. Berry），在開場向麥斯詢問父母的職業。史蒂芬·詹姆士·卡佛（Stephen James Carver）飾演一名警察，唐·基弗飾演法院門口的乞丐。

## 製作

### 背景與發展
本片的故事由兒童喜劇電影《百厭星樂園》（1994年）的編劇搭檔保羅·瓜伊（Paul Guay）與史蒂芬·馬祖爾（Stephen Mazur）創作。電影的基礎設定來自瓜伊的靈感，即一個眾所周知會欺騙他人的人，有一整天的時間只能說真話。瓜伊將相關的點子寫在餐巾紙上（日期標記為1990年3月18日），並分享給馬祖爾。兩人最初發想的故事是，一名小男孩答應祖母不說謊，結果這小孩遇到了各式各樣的麻煩。但是兩人不希望只寫一些兒童故事，便把主人翁換成成年人。而對於主人翁的身分，兩人考慮過房地產相關人士、政治人物或拳賽籌辦人（boxing promoter），最後選擇律師，因為馬祖爾的職業便是律師，且法律相關的事情對他人的生活頗有影響。
兩人的經紀人向幾家片商推介這個故事，但片商完全不買單，瓜伊稱對方非常討厭該故事，甚至到損及兩人編劇事業的地步。《王牌大騙子》的故事被兩人擱置了好幾年，有次他們到Imagine Entertainment與製片人大卫·T·弗兰德利會面，談到一部以馬祖爾擔任洛杉矶县檢察官的經驗寫出來的故事。弗兰德利聽了後便提到公司創辦人白賴仁·基沙有意製作律師題材的作品，兩人就提出了《王牌大騙子》的點子，基沙得知後決定採用。於是本片由基沙監製，Imagine Entertainment製作，环球影业擔任本片的發行商，預計於1996年圣诞节檔期上映。
瓜伊與馬祖爾希望主角的演員擅長肢體喜劇，並且在演出戲劇性場面上有一定水準。兩人起初預想的演員是汤姆·汉克斯與史提夫·馬丁，休·格蘭特對演出本片大感興趣，但是因故未能如願。1995年8月，據報導，占·基利已簽約擔任主演，並繼《衰鬼線人》之後第二次獲得高達2000萬美元的片酬。基利當時已與派拉蒙影業談好要主演《楚門的世界》，不過那部片的劇本尚未完成，環球影業主管凱西·西佛便將基利找來先拍《王牌大騙子》。湯姆·薛迪艾克擔任本片導演，是他繼《神探飞机头》後再次和基利合作。賈德·阿帕托是本片的劇本醫生，繼《衰鬼線人》之後幫本片修飾劇本。本片原本還有另一組編劇搭檔洛厄爾·甘茲與巴巴洛·曼德爾參與，但他們最終並未在本片中得到任何名分。

### 拍攝
基利加入劇組後，本片定於1996年5月開拍。主体拍摄於1996年7月8日正式開始，同年10月18日結束。本片主要在加州拍攝，取景地點包含洛杉磯國際機場、洛杉矶市政厅、洛杉磯市立監獄、帕萨迪纳郊區，也有場景是在好萊塢環球影城的摄影棚拍攝。基利在許多橋段裡即興演出，導演薛迪艾克對他的演出效果相當讚賞。
在本片中，李費奇第一次登場是在打完一場官司後走出法院，劇組原本有拍那場官司的約4分鐘戲碼，但認為會使電影開頭太過冗長而刪除。導演薛迪艾克稱這是很重大的刪減，因為那段法庭戲的用意是樹立費奇的角色形象。在該戲橋段中，費奇的被告（藍道·柯布飾演）搶劫剛提款的老人還打傷警察，而費奇偽造了一長串的故事來為被告的行為開脫。因為薛迪艾克認為該法庭戲的內容讓人聯想到辛普森案，於是請參與該案的法界人士克里斯多福·達登在稍後客串演出，用於搏觀眾一笑。該刪減片段收錄於家用媒體中。

### 配樂
本片的配樂由約翰·戴布尼操刀，主題曲由詹姆斯·紐頓·霍華譜寫。電影原聲帶於1997年由MCA唱片發行。
| 原聲帶曲目列表 | 原聲帶曲目列表   | 原聲帶曲目列表 |
| 曲序           | 曲目             | 时长           |
| -------------- | ---------------- | -------------- |
| 1.             | My Dad's A Liar  | 2:40           |
| 2.             | To Court         | 1:04           |
| 3.             | The Pen Is Blue  | 3:02           |
| 4.             | I'm A Bad Father | 1:46           |
| 5.             | Pulled Over      | 1:16           |
| 6.             | The Unwish       | 1:41           |
| 7.             | Bathroom Folly   | 1:47           |
| 8.             | I Love My Son    | 2:36           |
| 9.             | Airport Chase    | 1:45           |
| 10.            | It's Fletcher    | 1:30           |
| 11.            | Together         | 2:25           |
| 12.            | The Claw Returns | 1:39           |
| 13.            | End Credits      | 3:36           |
| 14.            | Outtake Montage  | 2:34           |
| 总时长：       | 总时长：         | 29:21          |

## 上映
本片於1997年3月18日星期二晚上在環球圓形劇場舉行首映禮，估計有三千人參加。導演湯姆·薛迪艾克與一些演員出席現場，亦有許多電影界人士前來參加首映和映後派對。隨後本片於1997年3月21日在美國院線上映，發行商為環球影業。

## 迴響

### 評價
《王牌大騙子》獲得多數影評人的好評。根据評論匯總网站爛番茄汇总的63篇评论文章，83%的评论家给予该作正面评价，平均打分为6.90分（满分10分）。该网站总结的评论家共识是“儘管劇情膚淺單薄，《王牌大騙子》得力於金·凱瑞的招牌肢體幽默，造就一齣笑果十足的好戲，並助長這位喜劇演員的人氣。”在Metacritic網站上，本片得到「正面評論為主」的綜合評分，獲得了70/100分（20位影評人）。據美國CinemaScore所進行的調查，觀眾的平均評價於A+至F間落於「A-」。

### 票房
在美國，本片與《哭泣的玫瑰》同週上映，首週末在全美有2845家電影院上映，刷新環球影業電影的最多上映院數紀錄。本片於首週末三天收穫3200萬美元，排名當週冠軍。該票房成績打破3月上映電影的首週末票房紀錄，超越原保持者《忍者神龟》的2540萬美元，直到2002年才再被《冰原歷險記》超越。本片也是環球影業和Imagine Entertainment有史以來開畫成績第二好的電影，分別僅次於《侏羅紀公園》的5030萬美元和《綁票通緝令》的3500萬美元。次週末適逢復活節假期，本片收穫2420萬美元（若含星期一則是2540萬美元），蟬聯週末冠軍之外，也寫下復活節週末的票房紀錄，超越《不道德的交易》（1993年）的1840萬美元。第三個週末，本片以1850萬美元三度成為單週冠軍，累積全美票房已在上映第17天時突破1億美元，是金·凱瑞當時作品中的最快紀錄。第四個週末，本片收穫1430萬美元，被新片《狂蟒之災》（1650萬美元）超越而位居亞軍。
根據Box Office Mojo，本片的的美國票房至下檔時一共為1億8141萬美元，在所有1997年電影中排行第四，僅次於《鐵達尼號》（6億美元）、《黑超特警組》（2.5億美元）和《侏罗纪公园：失落的世界》（2.29億美元）。若加上海外票房1億2130萬美元，本片的全球票房達到3億271萬美元，為1997年的第七名。

### 獎項
| 獎名/影展名                    | 頒獎日期      | 獎項                       | 入圍者         | 結果 | 來源          |
| ------------------------------ | ------------- | -------------------------- | -------------- | ---- | ------------- |
| 人民选择奖                     | 1998年1月11日 | 最受歡迎喜劇類電影         | 《王牌大騙子》 | 獲獎 | [ 33 ] [ 34 ] |
| 金球獎                         | 1998年1月18日 | 最佳音樂及喜劇類電影男主角 | 金·凱瑞        | 提名 | [ 35 ] [ 36 ] |
| 青年艺术家奖                   | 1998年3月14日 | 最佳長片男演員：十歲或以下 | 賈斯汀·庫柏    | 提名 | [ 37 ]        |
| 尼克频道儿童选择奖             | 1998年4月4日  | 最受歡迎電影               | 《王牌大騙子》 | 提名 | [ 38 ]        |
| 尼克频道儿童选择奖             | 1998年4月4日  | 最受歡迎電影男主角         | 占·基利        | 提名 | [ 38 ]        |
| 美国作曲家、作家和发行商协会獎 | 1998年4月28日 | 賣座電影類別               | 約翰·戴布尼    | 獲獎 | [ 40 ]        |
| MTV影視大獎                    | 1998年5月30日 | 最佳喜劇演出               | 金·凱瑞        | 獲獎 | [ 41 ] [ 42 ] |

美國電影學會評選
- AFI百年百大喜劇電影提名[43]

## 備註
1. ↑  本片是伯纳德的遺作，片尾名單有向他致意[3]。
2. ↑  柯布飾演的角色名叫史考（Skull），是費奇在全片中負責辯護的第一個被告，但該法庭戲並未出現在正片中，參見#拍攝。
3. ↑  原文：
4. ↑  同時因《王牌大騙子》與《我知道你去年夏天干了什么》兩部作品而得獎。該獎項的得主不只一名，並列者還有《鐵達尼號》、《蝙蝠侠与罗宾》等電影的配樂家們[40]。

## 腳註
1. 1 2 3 4  Box Office Mojo上《Liar Liar》的資料（英文）
2. 1 2 3  Block & Wilson 2010，第786頁.
3. 1 2  《王牌大騙子》片尾名單
4. ↑  DVD Feature Commentary 2004，第1分鐘、第2分鐘處.
5. 1 2 3 4  Weiss, Josh. . SYFY Official Site. 2022-11-23  [2024-02-19]. （原始内容存档于2024-02-28） （美国英语）.
6. 1 2  Honeycutt, Kirk. . The Hollywood Reporter. 1995-08-07 （美国英语）. ProQuest 9508234920 Nexis Uni 3SJF-BV50-006P-R3C4-00000-00
7. 1 2 3 4  Laski, Beth. . Variety. 1995-08-14  [2024-02-21]. （原始内容存档于2024-02-21） （美国英语）.
8. ↑  Lang, Brent. . Variety. 2021-06-14  [2024-02-19]. （原始内容存档于2021-06-14） （美国英语）.
9. ↑  Apatow, Judd. . Los Angeles Times. 2000-04-23  [2024-02-21]. （原始内容存档于2020-02-22） （美国英语）.
10. ↑  Cox, Dan. . Variety. 1996-12-04  [2024-02-21]. （原始内容存档于2024-02-21） （美国英语）.
11. ↑  . UPI. 1996-02-05  [2024-02-21] （英语）.
12. ↑  Busch, Anita M. . Variety. 1995-09-04  [2024-02-21]. （原始内容存档于2024-02-21） （美国英语）.
13. ↑  Pereira, Sergio. . Looper. 2022-06-16  [2024-02-21]. （原始内容存档于2022-08-08） （美国英语）.
14. ↑  DVD Feature Commentary 2004，第2分鐘、第3分鐘處.
15. ↑  DVD Feature Commentary 2004，第2分鐘.
16. 1 2  DVD Deleted Scene 2004.
17. ↑  DVD Feature Commentary 2004，第2分鐘處.
18. ↑   (booklet). MCA Records (MCAD-11618). 1997 （英语）.
19. ↑  . Soundtrack.Net.   [2024-02-22]. （原始内容存档于2024-02-22） （英语）.
20. ↑  Staff, Variety. . Variety. 1997-03-21  [2024-03-21]. （原始内容存档于2024-02-19） （美国英语）.
21. ↑  爛番茄上《王牌大騙子》的資料（英文）
22. ↑  Metacritic上《王牌大騙子》的資料（英文）
23. ↑  需在下面的搜索框输入电影原名，页面会自动显示评分：. CinemaScore.   [2024-03-16]. （原始内容存档于2018-01-02） （英语）.
24. 1 2 3 4  Hindes, Andrew. . Variety. 1997-03-24  [2024-03-21]. （原始内容存档于2024-03-21） （美国英语）.
25. 1 2  Brennan, Judy. . Los Angeles Times. 1997-03-24  [2024-08-03]. （原始内容存档于2023-05-09） （美国英语）.
26. ↑  Susman, Gary. . Entertainment Weekly.   [2024-08-03]. （原始内容存档于2021-03-05） （英语）.
27. ↑  Hindes, Andrew. . Variety. 1997-04-01  [2024-03-21]. （原始内容存档于2024-03-21） （美国英语）.
28. ↑  Hindes, Andrew. . Variety. 1997-03-31  [2024-03-21]. （原始内容存档于2024-03-21） （美国英语）.
29. ↑  Hindes, Andrew. . Variety. 1997-04-07  [2024-03-21]. （原始内容存档于2024-03-21） （美国英语）.
30. ↑  Hindes, Andrew. . Variety. 1997-04-14  [2024-03-21] （美国英语）.
31. ↑  . Box Office Mojo.   [2024-08-03]. （原始内容存档于2024-03-29） （英语）.
32. ↑  . The Numbers.   [2024-08-03]. （原始内容存档于2022-08-15） （英语）.
33. ↑  Richmond, Ray. . Variety. 1998-01-12  [2024-02-23]. （原始内容存档于2024-02-23） （美国英语）.
34. ↑  . People's Choice Awards.   [2016-06-30]. （原始内容存档于2016-06-30） （英语）.
35. ↑  . Los Angeles Times. 1997-12-19  [2024-02-23]. （原始内容存档于2024-02-23） （美国英语）.
36. ↑  . Los Angeles Times. 1998-01-19  [2024-02-23]. （原始内容存档于2024-02-23） （美国英语）.
37. ↑  . Young Artist Award.   [2016-12-22]. （原始内容存档于2016-12-22） （英语）.
38. ↑  Parks, Steve. . Newsday. 1998-03-29  [2024-03-11]. （原始内容存档于2024-03-17） –Newspapers.com （英语）.
39. ↑  Gordon, Nina. . American Society of Composers, Authors and Publishers (ASCAP). 1998-05-01  [1998-05-22]. （原始内容存档于1998-05-22） （英语）.
40. 1 2  Sandler, Adam. . Variety. 1998-04-29  [2024-02-23]. （原始内容存档于2024-02-23） （美国英语）.
41. ↑  Katz, Richard. . Variety. 1998-04-14  [2024-02-23]. （原始内容存档于2017-02-02） （美国英语）.
42. ↑  Katz, Richard. . Variety. 1998-06-01  [2024-02-23]. （原始内容存档于2020-05-03） （美国英语）.
43. ↑   (PDF). American Film Institute.   [2011-12-26]. （原始内容存档 (PDF)于2015-12-20） （英语）.

### 引用資料
書籍
- Block, Alex Ben; Wilson, Lucy Autrey. . London: HarperCollins. 2010. ISBN 978-0-06-177889-6 –Internet Archive （英语）.

影音
（說明：此處的第X分鐘處指的是X分鐘0秒至X分鐘59秒的所有內容，以此類推）
- Crew.  (Liar Liar Special Edition DVD). Universal Studios. 2004 （英语）.
- Tom Shadyac.  (Liar Liar Special Edition DVD). Universal Studios. 2004 （英语）.
- Crew.  (Liar Liar Special Edition DVD). Universal Studios. 2004 （英语）.

## 外部連接
- 互联网电影数据库（IMDb）上《王牌大騙子》的资料（英文）
- AllMovie上《王牌大騙子》的资料（英文）
- TCM电影资料库上《王牌大騙子》的资料（英文）
- 美国电影学会目录上的《王牌大騙子》（英文）
- 爛番茄上《王牌大騙子》的資料（英文）
- Box Office Mojo上《王牌大騙子》的資料（英文）